# ایلمولا
ایلمولا (به فنلاندی: Ilmola) یک منطقهٔ مسکونی در فنلاند است که در کمینما واقع شده‌است.